# Abbadia San Salvatore
Abbadia San Salvatore ist eine Gemeinde mit 6128 Einwohnern (Stand 31. Dezember 2023) in der italienischen Region Toskana. Sie gehört zur Provinz Siena.

## Geografie

Lage von Abbadia San Salvatore in der Provinz Siena

Der Ort am Südhang des Monte Amiata erstreckt sich über 58,9 km². Er liegt etwa 60 km südöstlich der Provinzhauptstadt Siena und ca. 110 km südöstlich der Regionalhauptstadt Florenz. Das Gipfelkreuz des Monte Amiata liegt auf dem Gemeindegebiet von Abbadia San Salvatore und wurde 1910 mit einer Höhe von 22 Metern von Luciano Zalaffi fertiggestellt. Im Ortsgebiet entspringen die Flüsse Formone (3 km im Gemeindegebiet, fließt über den Orcia Richtung Norden ab) und Paglia (3 km im Gemeindegebiet, fließt nach Süden ab und mündet in den Tiber). Der Ort liegt in der klimatischen Einordnung italienischer Gemeinden in der Zone E, 2 994 GG.
Der historische Ortskern ist unterteilt in zwei Teile, jeweils mit Stadtmauern umgeben. Der ältere Teil ist das Castello, nahe und kurz südlich der Abtei gelegen. Südlich des Castello liegt das Borgo. Die beiden historischen Stadtteile sind über das Stadttor Porticciola miteinander verbunden.
Zu den Ortsteilen (Frazioni) gehören Rifugio Amiatino, Rifugio Cantore, Voltole und Zaccaria.
Die Nachbargemeinden sind Castel del Piano (GR), Castiglione d’Orcia, Piancastagnaio, Radicofani, San Casciano dei Bagni, Santa Fiora (GR) und Seggiano (GR).

## Geschichte
743 wurde das Kloster San Salvatore di Monte Amiata gegründet. Aus diesem Ereignis leitet sich auch der Name des Ortes ab. Erstmals  erwähnt wurde das Kastell 1145 und bereits 1212 hatte der Ort seine eigenen Statuten. Zunächst hatten die Aldobrandeschi die Herrschaft über den Ort, danach die Familie der Orsini. 1265 besetzte Siena den Ort, doch bereits vier Jahre später eroberte Orvieto den Ort zurück. Dieser wurde 1316 von den Aldobrandeschi wieder besetzt, doch von Ventura Guasta wieder zurückerobert. 1347 übernahm Siena und gewährte den Einwohnern 1480 die Bürgerrechte von Siena. Bei Siena blieb der Ort bis 1559 und gelangte dann zum Großherzogtum Toskana der Medici. 1782 wurde der Ort vom Kirchenstaat erobert und verblieb dort bis zum Risorgimento.
Ab der zweiten Hälfte des 19. Jahrhunderts wurde am Monte Amiata industrieller Quecksilberbergbau betrieben, indem Zinnober abgebaut wurde, aus dem Quecksilber gewonnen wird. Das Vorkommen am Monte Amiata galt neben den Lagerstätten in Idrija in Slowenien und Almadén in Spanien als weltweit größte Mine ihrer Art. Ende der 1970er-Jahre schloss die Mine aufgrund fallender Weltmarktpreise, welche die Förderung unrentabel werden ließ. Das weiträumige und teilweise verfallene Minengelände befindet sich am Ortsrand in Richtung Monte Amiata und beherbergt heute ein Museum zur Geschichte des örtlichen Quecksilberbergbaus.

## Sehenswürdigkeiten

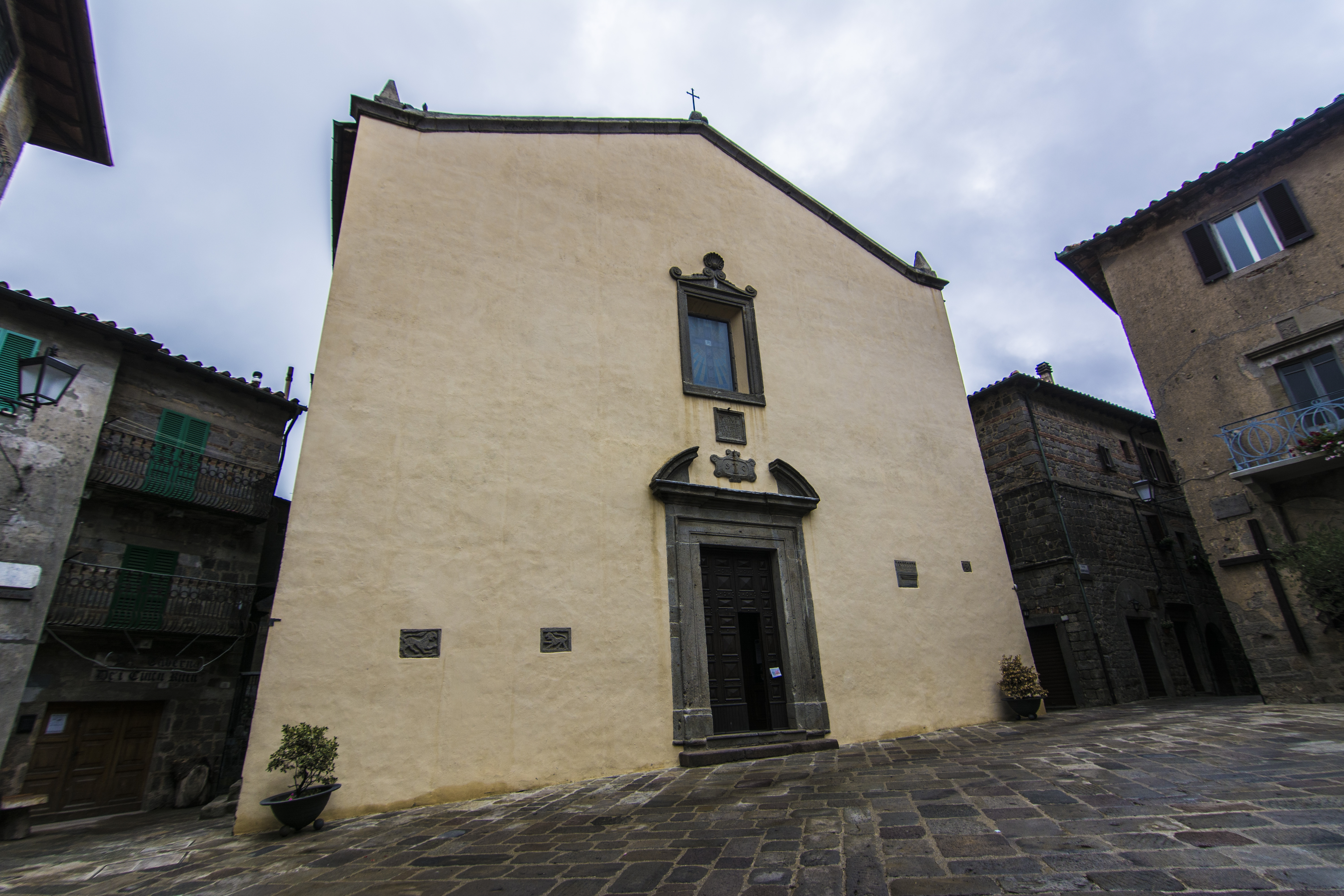
Die Kirche Santa Croce im Ortskern (Castello)

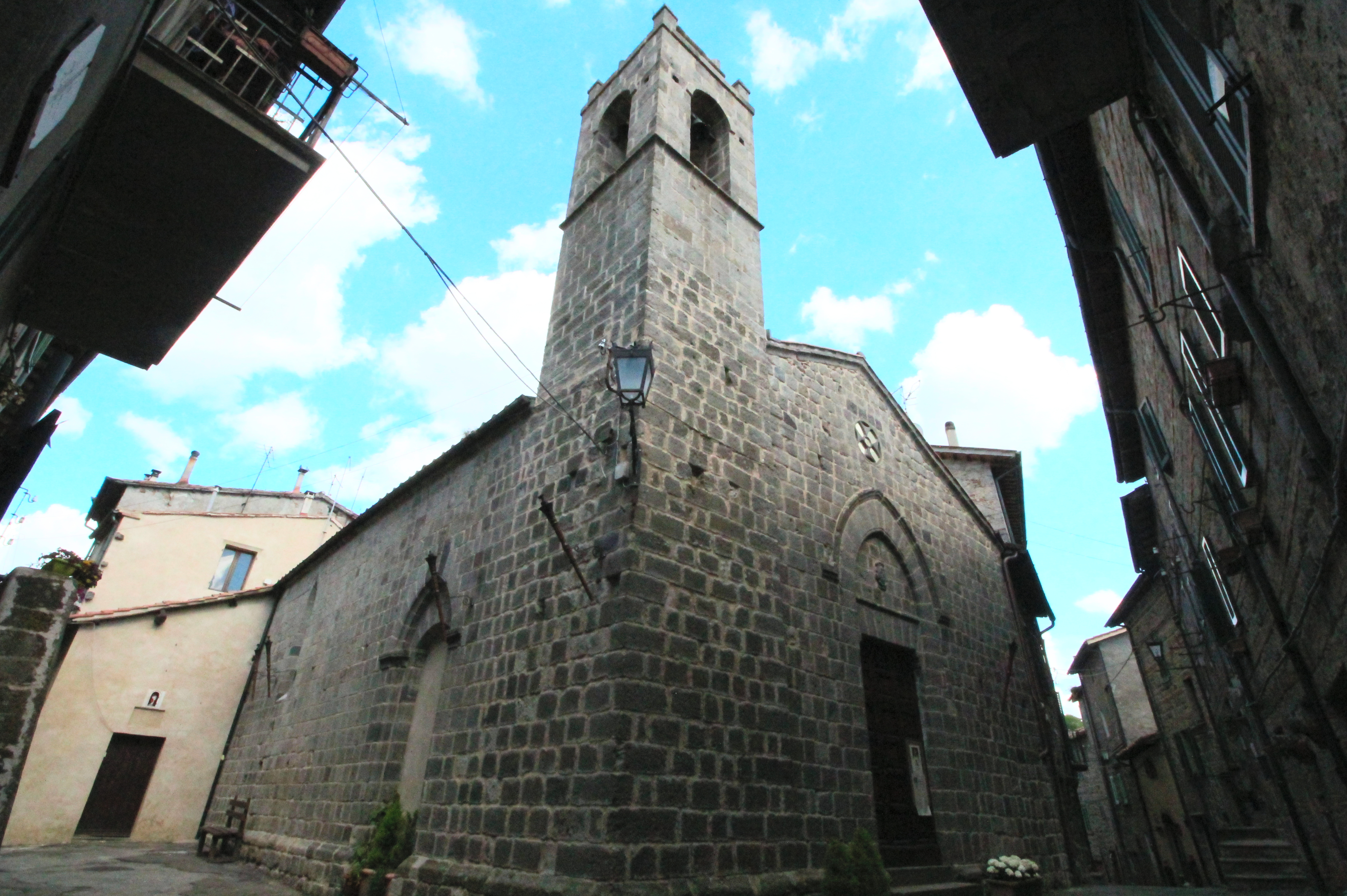
Die Kirche San Leonardo (Borgo)

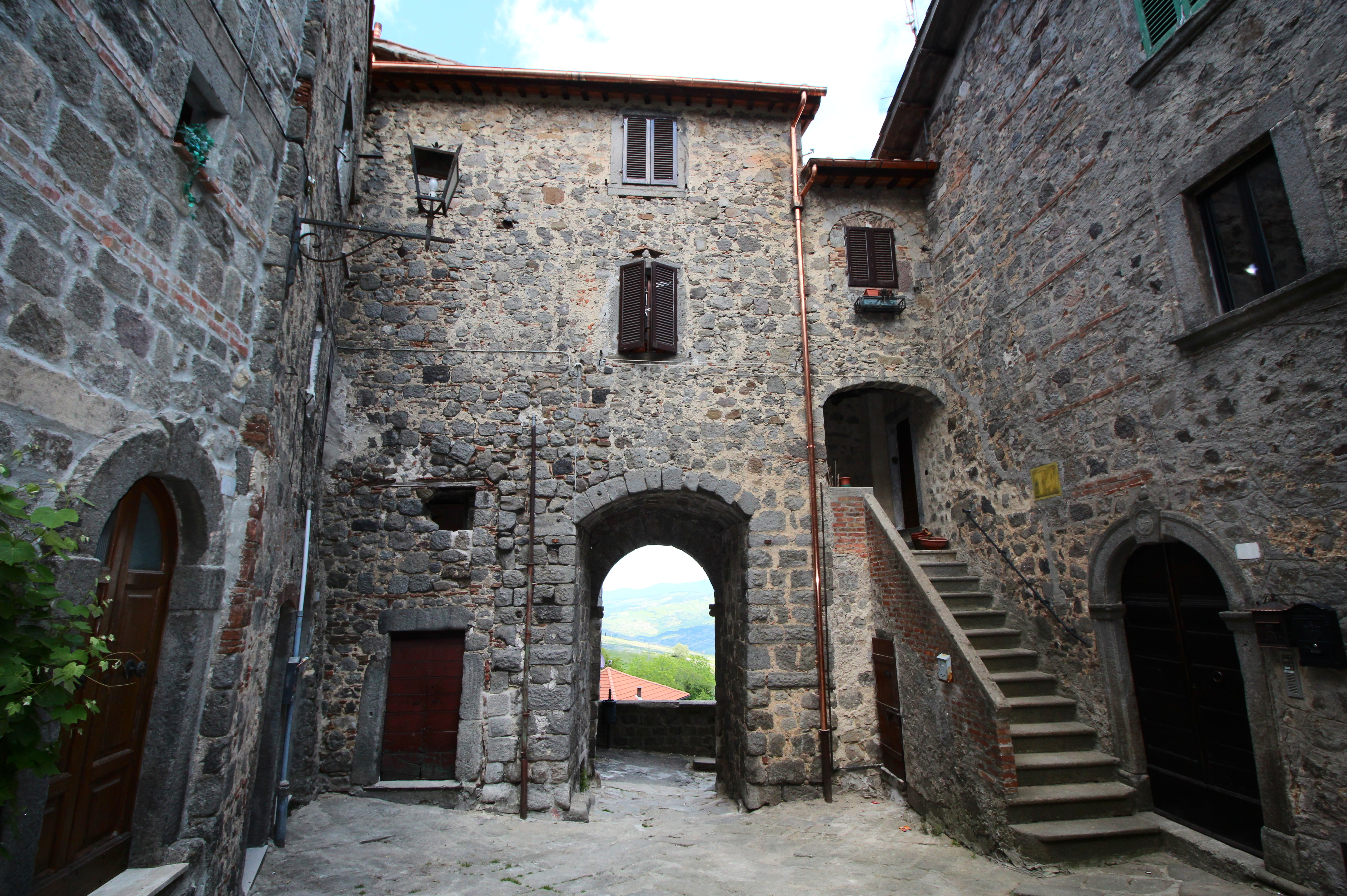
Stadttor Porta del Torrione (Porta Nuova), Castello

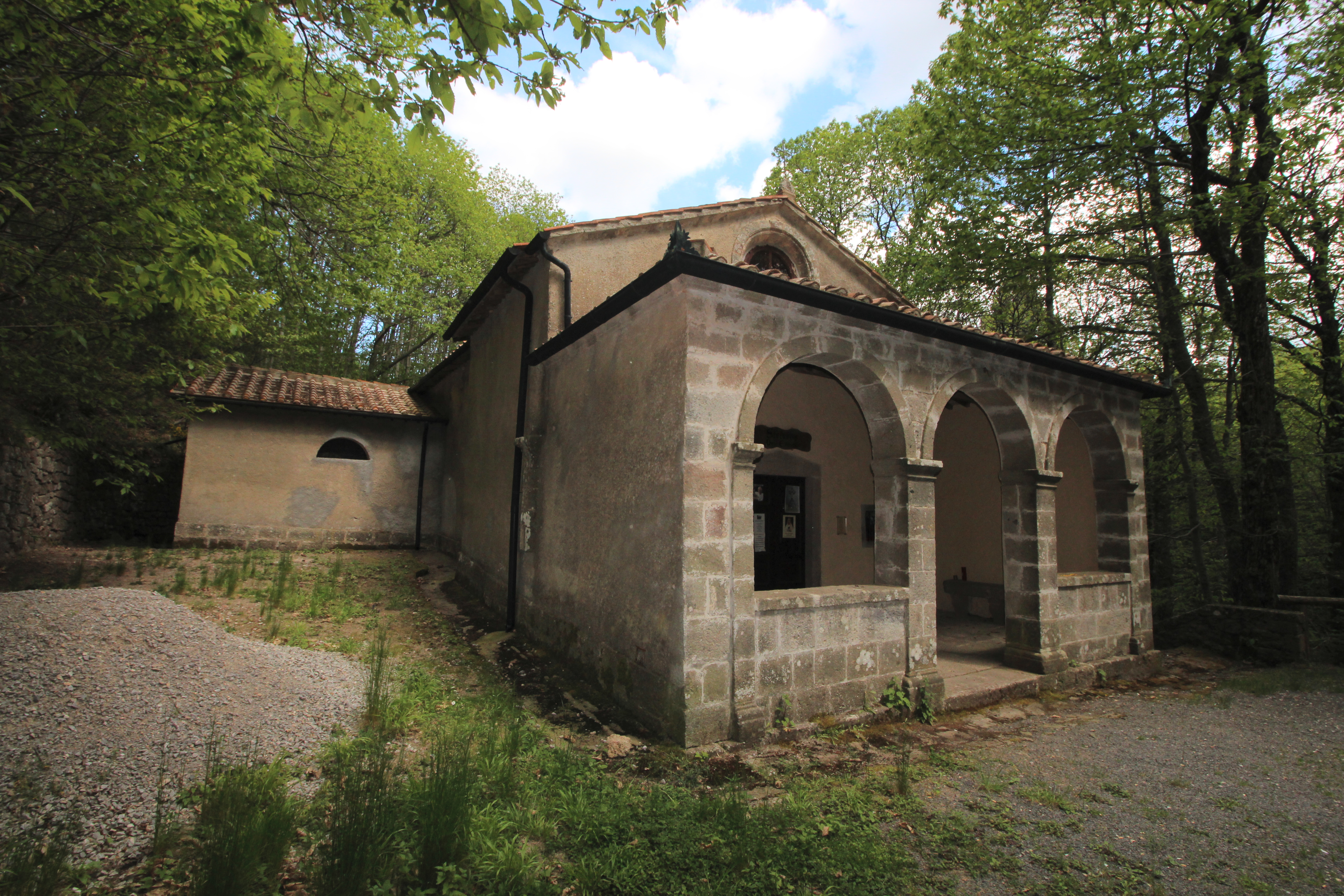
Die Kirche Santa Maria dell’Ermeta im Wald oberhalb von Abbadia San Salvatore

- Abbazia di San Salvatore, wenige Meter nördlich des Ortskerns.
- Palazzo Comunale, heute das Rathaus des Ortes. Liegt kurz außerhalb der Stadtmauern und entstand ab 1909.[6]
- Palazzo del Podestà, ehemaliges Rathaus aus dem 15. Jahrhundert. Liegt im Ortskern (Castello).
- Santa Croce, Kirche im Ortskern (Castello), 1221 entstanden, 1791 durch ein Feuer zerstört und 1801 wieder aufgebaut. Enthält ein Taufbecken aus dem Jahr 1509 und zwei Leinwandgemälde aus dem 17. Jahrhundert (Madonna col Bambino e Santi und Pietà e Santi von Sebastiano Folli, stammt aus Sant’Angelo).[4]
- Sant’Angelo (San Michele Arcangelo[4]), ehemalige Kirche in Ortskern (Castello).
- Santa Maria ad Valetudinarium, ehemaliges Hospital mit Kirche (Castello).
- Chiesa di San Leonardo, 1296 entstandene Kirche im unteren Ortskern (Borgo).[4]
- Teatro Servadio (Borgo, 19. Jahrhundert)
- Stadtmauern mit den Toren
  - Porta della Badia, auch Porta Castello genannt, nördliches Stadttor.[6]
  - Porta del Cassero, westliches Stadttor des Castello.[6]
  - Porta del Torrione, auch Porta Nuova genannt, östliches Stadttor des Castello. Entstand um 1278 als Zugang zur heute nicht mehr vorhandenen Siedlung Callemala.[6]
  - Porticciola, südliches Stadttor des Castello[6] und Übergang zum Borgo.[5]
  - Porta del Borgo, Stadttor des Borgo.[5]
- Chiesa della Madonna dei Remedi, Kirche kurz außerhalb der Stadtmauern an der Straße nach Piancastagnaio. Entstand 1602. Enthält die Fresken Santa Cecilia e Barbara, Agnese und Margherita (rechte Kapelle, wahrscheinlich Werke der Gruppe um Giuseppe Nicola Nasini). Die linke Kapelle bietet die Werke Sant’Agata, Santa Lucia und Miracoli di Sant’Antonio da Padova. Der Hochaltar ist gestaltet durch das Fresko Madonna col Bambino (16. Jahrhundert).[4]
- Chiesa della Madonna del Castagno, Kirche kurz außerhalb der Stadtmauern an der Straße zum Monte Amiata. Entstand 1524. Enthält die Fresken Martirio di Santa Caterina d’Alessandria und Natività (16. Jahrhundert).[4]
- Chiesa di Santa Maria dell’Ermeta, ca. 2,5 km nordwestlich in Richtung Monte Amiata gelegene Kirche, die 1296 entstand.[4]
- Croce del Monte Amiata, 22 m hohes Gipfelkreuz des Monte Amiata. Die Eisenkonstruktion wurde 1910 durch Luciano Zalaffi[4] (1881–1931[7]) fertiggestellt.

## Verkehr
Der Ort liegt ca. 4 km westlich der historischen Via Cassia und den verschiedenen Teilstücken der Via Francigena.

## Verwaltung

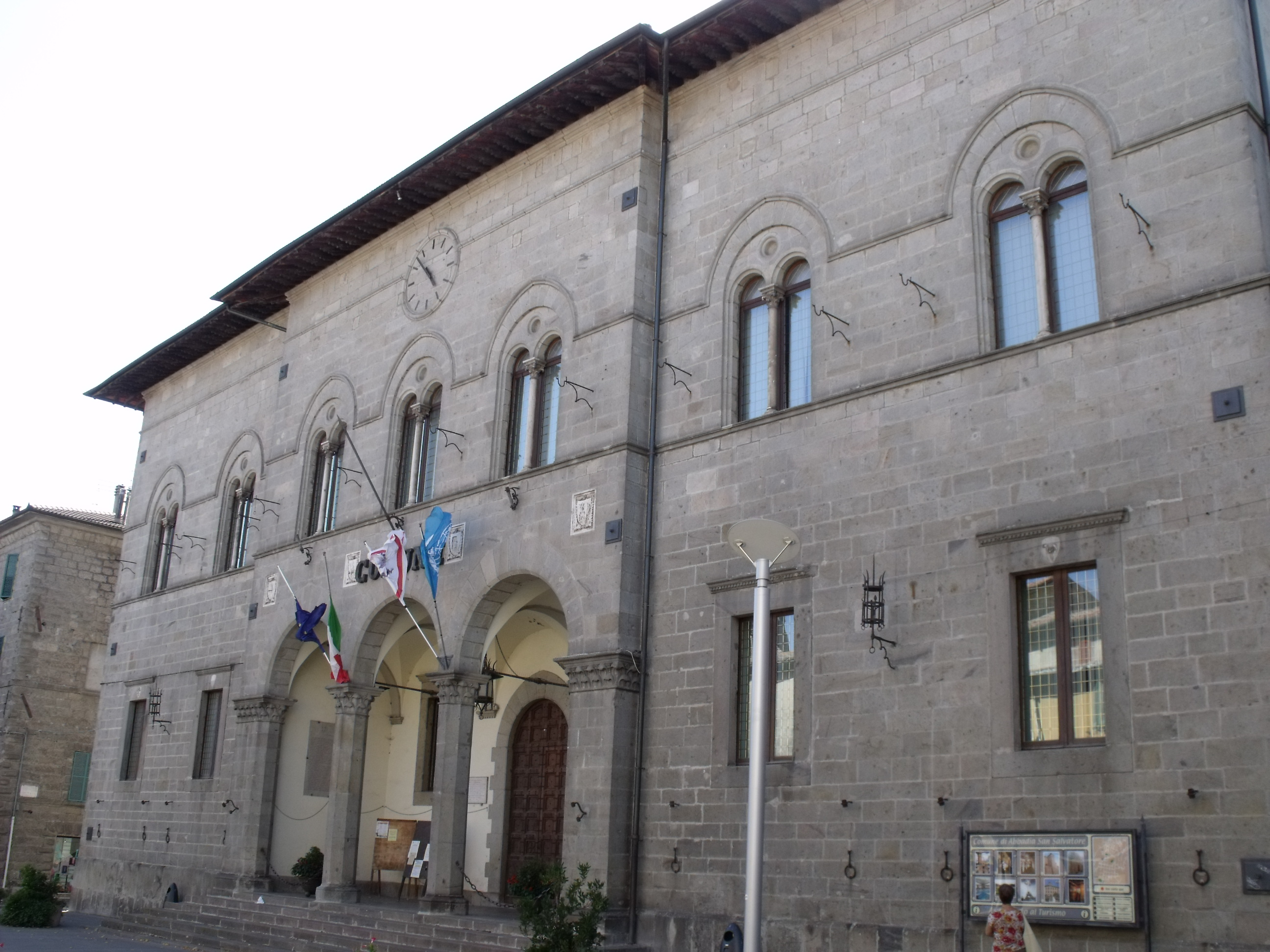
Das Rathaus von Abbadia San Salvatore

Seit 2014 ist Fabrizio Tondi Bürgermeister.